# Gabriela Lena Frank
Gabriela Lena Frank (* 26. September 1972 in Berkeley, Kalifornien) ist eine US-amerikanische Komponistin und Pianistin.

## Leben
Gabriela Lena Frank besuchte die Berkeley High School und studierte an der Rice University und der University of Michigan in Ann Arbor. Ihre Kompositionslehrer waren William Albright, Leslie Bassett, William Bolcom, Michael Daugherty und Samuel Jones, ihr Klavierlehrer Jeanne Kierman Fischer und Logan Skelton.
Ihre Three Latin American Dances wurden 2004 vom Utah Symphony Orchestra unter Leitung von Keith Lockhart uraufgeführt und 2006 aufgenommen. Robert Gardner sang 2004 begleitet von Molly Morkowski ihre Lieder Songs of Cifar und The Sweet Sea in der Carnegie Hall. Im gleichen Jahr spielte Leone Buyse mit dem Shepherd Symphony Orchestra die Uraufführung ihrer Tondichtung für Flöte und Orchester Illapa. Im folgenden Jahr fanden die Uraufführungen von Manchay Tiempo durch das Seattle Symphony Orchestra, Inkarrí durch das Kronos Quartet, Ghosts in the Dream Machine durch das Chiara Quartet mit der Pianistin Simone Dinnerstein und ihres Flötenkonzertes durch das Orquestra Sinfonica da Bahía und den Flötisten Lucas Robatto in Brasilien statt.
Franks Teilnahme an der Latina Letters Cnference in San Antonio führte zur Zusammenarbeit mit den südamerikanischen Dichtern Lorna Dee Cervantes, Trinidad Sánchez, Jr. und Pat Mora. 2009 erhielt sie ein Guggenheim-Stipendium, und mit den Inca Danzas gewann sie den Latin Grammy Award für die beste zeitgenössische klassische Komposition. Für 2020 wurde ihr der Heinz Award für Kultur zugesprochen.
Als Pianistin nahm Frank das Gesamtwerk für Klavier solo und Klavier und Violine von Leslie Bassett auf und spielte die Uraufführung von ihr gewidmeten Werken Evan Chambers’, Richard Lavendas und Andrew Meads. Mit dem Musikethnologen Raul Romero erarbeitete sie eine Sammlung von Aufnahmen der Klavierwerke indigener Komponisten aus Peru.